# Награда „Сретен Марић”
Награда „Сретен Марић” додељује се за најбољи есеј, односно књигу есеја из књижевности, уметности и филозофије.

## Историјат
Награду су 2005. године установили Библиотека Матице српске и Скупштина општине Косјерић у знак сећања на Сретена Марића, књижевног ствараоца рођеног у Косјерићу. Награда се додељује сваке друге године, наизменично у Новом Саду и Косјерићу. Награда се састоји од Повеље и новчаног износа. Жири ради у саставу: Катарина Марић Леобарди, Радован Поповић и Гојко Тешић.

## Добитници
- 2005 — Борислав Радовић, за књигу Читајући Вергилија.[1]
- 2007 — Славко Гордић, за књигу Размена дарова.[1]
- 2009 — Јовица Аћин, за књигу Голи приповедач.[1]
- 2011 — Коља Мићевић, за књигу Осам Влашића француског симболизма.[2]
- 2013 — Сава Дамјанов, за петокњижје Српска књижевност искоса.[2]
- 2015 — Тихомир Брајовић, за књигу Нарцисов парадокс.[2]
- 2017 — Мирко Зуровац, за књигу Идеја естетике.[3]
- 2017 — Драган Проле, за књигу Појаве одсутног. Прилози савременој естетици.[3]
- 2019 — Слободан Грубачић, за књигу Мапа текста.[4]
- 2021 — Јеша Денегри, за књигу Једна могућа историја уметности 20. века.[5]
- 2023 — Михајло Пантић, за књигу Александријски синдром 5.[6]